# Nonagon Infinity
Nonagon Infinity osmi je studijski album australskog rock-sastava King Gizzard & the Lizard Wizard. Diskografske kuće Flightless i ATO Records objavile su ga 29. travnja 2016. Pjesme na albumu oblikovane su tako da se zajedno „ponavljaju u beskraj”; svaka pjesma prelazi u drugu, a zadnja pjesma prelazi u prvu, pa se album „može slušati od početka do kraja i opet od početka do kraja, a zvuk se neće prekinuti”. Naslov uratka odnosi se na tu ideju; sadrži ukupno devet pjesama, a zajedno se mogu slušati „beskonačno”.
Smatran albumom kojim se grupa probila na veću glazbenu scenu, Nonagon Infinity dobio je pozitivne kritike, a skupini je priskrbio veću publiku u inozemstvu. Prvi je uradak sastava koji je ušao u prvih dvadeset mjesta australske ljestvice albuma. Također je osvojio i nagradu za najbolji hard rock/heavy metal-album na dodjeli nagrada ARIA Music Awards, no ta je pobjeda dovela do polemika o tome je li Australian Recording Industry Association postavio album u pogrešnu kategoriju. Uradak je osvojio i nagradu za najbolji album na dodjeli nagrada Music Victoria Awards.
Neki elementi pjesama na uratku pojavili su se i na kasnijim albumima. U uvodnoj pjesmi „Robot Stop” nakratko se pojavljuje mikrotonska glazba, koncept kojem će se skupina snažnije posvetiti na idućem albumu Flying Microtonal Banana. Naslov uratka spominje se i u tekstu pjesme „The Lord of Lightning” na albumu Murder of the Universe iz 2017.

## Popis pjesama
Tekstovi i glazba: Stu Mackenzie. 
| 1.    | »Robot Stop«      | 5:22 |
| 2.    | »Big Fig Wasp«    | 4:54 |
| 3.    | »Gamma Knife«     | 4:21 |
| 4.    | »People-Vultures« | 4:45 |
| 5.    | »Mr. Beat«        | 4:56 |
| 6.    | »Evil Death Roll« | 7:14 |
| 7.    | »Invisible Face«  | 3:01 |
| 8.    | »Wah Wah«         | 2:54 |
| 9.    | »Road Train«      | 4:18 |
| 41:45 |                   |      |

## Recenzije
| Zbirne ocjene    | Zbirne ocjene |
| Izvor            | Ocjena        |
| ---------------- | ------------- |
| AnyDecentMusic?  | 7,8/10        |
| Metacritic       | 83/100        |
| Recenzije        |               |
| Izvor            | Ocjena        |
| AllMusic         | [ 10 ]        |
| Classic Rock     | [ 11 ]        |
| Drowned in Sound | 9/10          |
| Exclaim!         | 8/10          |
| The Guardian     | [ 14 ]        |
| NME              | [ 15 ]        |
| Pitchfork        | 8/10          |
| Sputnikmusic     | 4/5           |

Nonagon Infinity dobio je pohvale glazbenih kritičara. Na Metacriticu, sajtu koji prikuplja ocjene recenzenata raznih publikacija i na temelju njih uratku daje prosječnu ocjenu od 0 do 100, uradak je na temelju 14 recenzija osvojio 83 boda od njih 100, što označava „sveopće priznanje”.
Tim Sendra u recenziji za AllMusic dao mu je pet zvjezdica od njih pet i zaključio je da je zbog kreativna stila skupine Nonagon Infinity postao „ne samo njezin najbolji album dosad nego možda i najbolji album psihodeličnog metala, džeza i proga općenito”. Također ga je u drugoj recenziji nazvao „izvanrednim epskim djelom psihodeličnog proga”. Dom Gourlay u recenziji za Drowned in Sound dao mu je devet bodova od njih deset i komentirao je: „U Nonagon Infinityju i šminki koju nose njegovi stvoritelji možemo prozreti određene utjecaje, no King Gizzard & the Lizard Wizard zasigurno zna kako ostaviti svoj trag. Učinivši to, oblikovali su svoje najbolje glazbeno djelo dosad.” Cosette Schulz dala mu je osam bodova od njih deset u recenziji za časopis Exclaim! i komentirala je: „Nonagon Infinity zasigurno će vam rastopiti mozak (provjerite sami koliko ga puta možete slušati naizmjence i ostati pribrani); zadivljujuće se nosi s idejom na kojoj je utemeljen na početku.” U recenziji za NME Larry Bartleet dao mu je četiri zvjezdice od njih pet i napisao je: „Katkad je naporan trening za bubnjiće jer nabildane gitare (koju sviraju Walker, Stu Mackenzie i Cook Craig) i ritmovi koji oponašaju mehanički čekić (koje izvodi bubnjarski dvojac Michael Cavanagh i Eric Moore) jedva da ikad olabave stisak. Ali je i iznimno zabavan.” Nick Hasted, pišući za časopis Classic Rock, dao mu je tri i pol zvjezdice od njih pet i zaključio je: „Čitavim je albumom koji se kreće 160 km na sat potrebno vješto upravljati da ne bi usporio; usprkos tomu što stvara dojam manijakalne iscrpljenosti, svaka je pjesma složena i pomno oblikovana, a naglim zaokretima i šokantnim promjenama vrpce pretvara nalet bubnjeva i feedbacka u oblik prog-garagea.”
Matthew Coakley iz Trianglea izjavio je da se album u glazbenom smislu odlikuje hrabrim, žestokim, lo-fi garage rockom kojim se tvori „beskrajna petlja” u kojoj pjesme izravno prelaze jedne u druge. Jamie McNamara iz časopisa BeatRoute nazvao ga je „energičnim epskim djelom garage rocka”.
Redatelj Edgar Wright izjavio je da je Nonagon Infinity jedan od njegovih najdražih albuma; komentirao je: „[N]itko vas ne bi krivio ako biste pomislili da slušate jednu dugačku i proširenu pjesmu, ali Bože moj, kako je dobra.”
Godine 2019. album se pojavio na drugom mjestu popisa „25 najboljih albuma psihodeličnog rocka iz 2010-ih” časopisa Happy Mag.

## Zasluge
| King Gizzard & the Lizard Wizard - Michael Cavanagh – bubnjevi, konga-bubnjevi - Ambrose Kenny-Smith – usna harmonika, orgulje - Stu Mackenzie – vokali, gitara, sintesajzer, orgulje, zurna, snimanje, produkcija, pomoć pri miksanju - Joey Walker – gitara, setar, sintesajzer - Cook Craig – gitara, sintesajzer - Lucas Skinner – bas-gitara - Eric Moore – bubnjevi | Ostalo osoblje - Wayne Gordon – snimanje - Michael Badger – snimanje (vokala), miksanje - Paul Maybury – snimanje (dijelova 2., 4. i 7. pjesme) - Joe Carra – mastering - Jason Galea – ilustracije - Danny Cohen – fotografija |